# UFC 135
UFC 135: Jones vs. Rampage foi um evento de artes marciais mistas promovido pelo Ultimate Fighting Championship, ocorrido em 24 de setembro de 2011 em Denver, Colorado, nos Estados Unidos. Nesse evento Jon Jones fez sua primeira defesa de cinturão

## Background
O UFC teve seu primeiro evento em Denver em 1993, mas a promoção nao tem feito um evento pay-per-view desde 1995.
Zuffa, a companhia que tem a franquia UFC não era a dona naquela época. O presidente do UFC Dana White, em entrevista ao site MMAWeekly.com, declarou que há a organização vinha planejando voltar a Denver, mas queriam fazer isso da melhor maneira possivel.
"Nos queríamos trazer um card excitante para voltar a Denver, e conseguimos".
Era esperado que Jon Jones fizesse sua primeira defesa de cinturão no dia 6 de agosto de 2011 no UFC 133 contra Rashad Evans, mas Jones foi cortado do card por uma lesão na mão. Inicialmente foi anunciado que a lesão necessitaria de cirurgia, que o deixaria fora de ação até o final de 2011, mas Jones optou por descanso e reabilitação sem intervenção cirurgica apos algumas consultas médicas. Ele acabou por fazer sua primeira defesa neste evento contra Quinton Jackson.
Manvel Gamburyam iria enfrentar Diego Nunes, mas, em 15 de agosto, foi anunciado que Gamburyam seria cortado da luta por causa de uma lesão no ombro. Então,em 29 de agosto, Nunes confirmou sua saída do card, citando uma lesão e uma tentativa de assassinato contra seu Pai.
Uma luta entre Norifumi Yamamoto e Damacio Page era esperada para este evento, mas foi cortada no dia 1 de setembro depois que os dois lutadores se lesionaram durante os treinos.
Diego Sanchez iria enfrentar Matt Hughes, mas foi forçado a abandonar a luta depois de quebrar a mão nos treinos sendo substituído por Josh Kosheck.

## Resultados
Nota 1 Pelo Cinturão Meio-Pesado do UFC.

## Bônus da noite
- Nocaute da Noite (Knockout of the Night):  Josh Koscheck
- Finalização da Noite (Submission of the Night):  Nate Diaz
- Luta da Noite (Fight of the Night):  Jon Jones vs.  Quinton Jackson

Cada um dos lutadores recebeu 75.000 dólares cada